# Cerkev sv. Magdalene, Kriška vas
Cerkev sv. Magdalene je podružnična cerkev župnije Višnja Gora, ki stoji južno od Kriške vasi na robu kriške planote.

## Opis
Cerkev sv. Magdalene leži nekoliko izven vasi na robu kriške planote. Gre za manjšo cerkvico, ki je bila verjetno postavljena v 17. stoletju, medtem ko je večina oprave iz 19. stoletja.